# Cronoscalata San Gregorio-Burcei
La San Gregorio-Burcei è una cronoscalata automobilistica. Si svolge lungo i tornanti della ex Strada statale 125 Orientale Sarda (oggi NSA 371) con partenza al km 26 (in località San Gregorio, frazione di Sinnai, nella città metropolitana di Cagliari) e arrivo nei pressi della pineta che si affaccia sul comune di Burcei (SU).

## Storia
Già nel 1949 una gara eliminatoria valida per la terza edizione del Volante d’Argento, campionato nazionale di velocità in salita organizzato dall'Automobile Club d'Italia, si disputò lungo un percorso che da Quartu Sant'Elena risaliva i tornanti della SS 125, battezzata per l'occasione come Quartu-Campuomu.

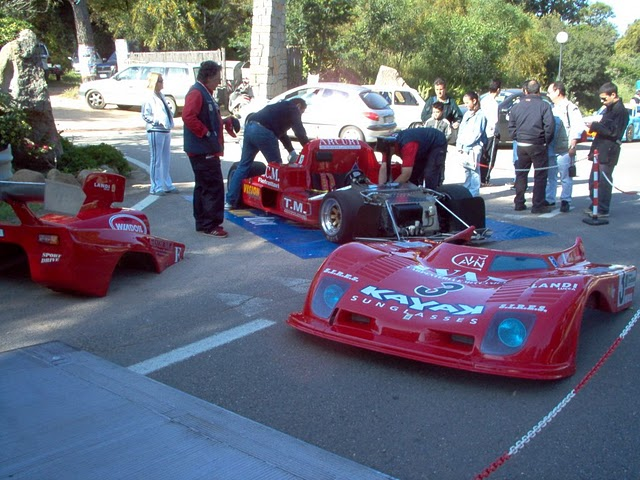

La prima edizione vera e propria della San Gregorio-Burcei si svolse nel 1950 con il nome di Corongiu-Campuomu, ed è pertanto la gara di velocità in salita più antica a essersi svolta in Sardegna e si è corsa regolarmente sino al 1983 per poi essere interrotta e ripresa nel 2003. Anche il percorso di gara ha subito negli anni sostanziali variazioni: si è partiti dai 4 km della Corongiu-Campuomu per poi passare agli oltre 11 della classica San Gregorio-Burcei e dal 2004 è stata ridotta a km 7,223.
Dopo un'assenza dal calendario sportivo per undici anni (dal 2012 al 2022), la manifestazione del 2023 (la XXXII edizione) è stata organizzata dalla ASD ACI Cagliari per lo Sport e ha visto trionfare per la prima volta in carriera Emanuele Sergio Farris, su Wolf Thunder, con un tempo di 4' 41.30.
Dall'edizione 2023 la gara è intitolata al pilota ed imprenditore cagliaritano Gianni Vacca, vincitore dell'edizione del 1968. Il percorso di gara è tornato ad essere di poco più di 4 km, con partenza al km 25,950 ed arrivo al km 30 della NSA 371.

## Caratteristiche tecniche del tracciato
- Lunghezza percorso: 4,050 km
- Quota partenza:  168 m s.l.m.
- Quota arrivo:  412 m s.l.m.
- Dislivello partenza/arrivo: 244 m
- Pendenza media:  6%

## Albo d'oro
| Anno | Pilota                 | Auto/Motore               |
| ---- | ---------------------- | ------------------------- |
| 1950 | Enrico Manca           | Lancia Astura             |
| 1952 | Enrico Manca           | Lancia Aurelia berlina    |
| 1954 | Gigi Olivari           | Alfa Romeo                |
| 1955 | Gigi Olivari           | Alfa Romeo                |
| 1957 | G. Ligas               | Fiat 1100 TV              |
| 1958 | Marghinotti            | Alfa Romeo Giulietta 1300 |
| 1959 | Carlo Selis            | Alfa Romeo Giulietta 1300 |
| 1960 | Carlo Selis            | Alfa Romeo Giulietta 1300 |
| 1961 | Carlo Selis            | Alfa Romeo Giulietta 1300 |
| 1962 | Mario Casula           | Lancia Appia Zagato       |
| 1963 | Carlo Selis            | Alfa Romeo Giulietta 1300 |
| 1964 | Luigi Biggio           | Fiat Abarth 1000          |
| 1965 | Luigi Biggio           | Fiat Abarth 1000          |
| 1968 | Gianni Vacca           | Fiat Abarth 1000          |
| 1969 | P. Monti               | Alfa Romeo Giulia GTA     |
| 1970 | Mariano Spadafora      | Abarth 2000 SP            |
| 1971 | "Amphicar"             | Abarth 2000 SP            |
| 1972 | Franco Locci           | Chevron B21               |
| 1975 | Erasmo Bologna         | Lancia Stratos gr.4       |
| 1976 | Franco Locci           | Chevron B21               |
| 1977 | Franco Locci           | Osella PA5-BMW            |
| 1981 | Mauro Nesti            | Osella PA9-BMW            |
| 1982 | Mauro Nesti            | Osella PA9-BMW            |
| 2003 | Franco Cinelli         | Osella PA20/S-BMW         |
| 2004 | Franco Cinelli         | Osella PA20/S-BMW         |
| 2005 | Marco Satta            | Osella PA20/S-BMW         |
| 2006 | Franco Lasia           | Osella PA20/S-BMW         |
| 2010 | Franco Lasia           | Osella PA20/S-BMW         |
| 2011 | Auro Siddi             | Lucchini P3               |
| 2012 | Antonio Lasia          | Osella PA20/S-BMW         |
| 2023 | Emanuele Sergio Farris | Wolf Thunder              |